# Ле-Кротуасский договор
Ле-Кротуасский договор (фр. Traité du Crotoy) — договор между королём Франции Людовиком XI и герцогом Бургундии Карлом Смелым, подписанный 3 октября 1471 года в городе Ле-Кротуа в Пикардии.

## История
Франко-бургундский конфликт достиг апогея с подписанием Пероннского договора в 1468 году, который подтвердил Аррасский договор 1435 года и Конфланский договор 1465 года. Кротуанский договор был направлен на восстановление мира между двумя сторонами.
Договор предусматривал:
- передачу Бургундии городов Амьен, Сен-Кантен, Руа и Мондидье;
- передачу Бургундии превств Виме и Фуйуа-ан-Бовези;
- выдачу Бургундии коннетабля Людовика Люксембургского и графа Неверского Жана II;
- женить дофина Карла на Марии Бургундской.

Смерть 24 мая 1472 года участника Лиги и герцога Берри и Гиени Карла побудила Людовика XI не соблюдать подписанный договор, и Амьен с Сен-Кантеном не были переданы.